# Laat maar zitten
Laat maar zitten é uma série de televisão de comédia neerlandesa criada por John van de Rest e exibida pelo VARA de 1988 e 1991.

## Elenco

### Protagonistas
- Rudi Falkenhagen - Miechels
- Pieter Lutz - Simon ten Bruggencate
- Nelly Frijda - Mathilda
- Josine van Dalsum - Sophia "Fiep" Schollevaar
- Brûni Heinke - Marie-Louise Hoenkamp

### Coadjuvantes
- John Kraaijkamp sr. - Herman Onno Faber
- Haye van der Heyden - Wiebe Rosenboom
- Niek Pancras - Peer Tol
- Piet Kamerman - Snoek
- Maarten Spanjer - Erwin Uckels
- Arnie Breeveld - Bruce
- Hero Muller - Johan de Kok
- Ramses Shaffy - Ernst Rochel